# K2-18
Désignations
K2-18, également connue sous la désignation EPIC 201912552, est un système planétaire situé à ∼ 124 a.l. (∼ 38 pc) de la Terre dans la constellation du Lion. L'objet primaire du système est une étoile naine rouge.
Elle est accompagnée d'au moins deux planètes : une super-Terre chaude, K2-18 c, et un mini-Neptune tempéré, K2-18 b, situé à l'intérieur de la zone habitable de l'étoile.

## Caractéristiques
L'étoile est une naine rouge d'une masse et d'un rayon de 41 et 39 % des valeurs respectives du Soleil, et d'une température de surface avoisinant les 3 500 K,. Il lui faut environ 39 jours pour effectuer un tour complet sur elle-même.

## Système planétaire
Les deux planètes sont plus massives que la Terre, mais elles font toujours partie de la catégorie des super-Terres à surface rocheuse, avec des masses situées entre 7 et 8 fois la masse de la Terre. K2-18 b, la planète la moins proche de l'étoile, a une période orbitale de 33 jours, un demi-grand axe supérieur à 0,143 UA et une température d'équilibre d'environ 250 K (soit -23 °C, très proche de la température d'équilibre de la Terre (255 K, soit -18 °C) ; les astronomes pensent en conséquence que cette planète peut posséder de bonnes conditions pour avoir de l'eau liquide en surface.
Les astronomes ont émis l'hypothèse de deux scénarios rendant possible l'habitabilité de la planète : il pourrait s'agir d'une planète rocheuse avec de l'eau liquide en surface ou bien une planète recouverte d'une épaisse couche de glace. Les chercheurs pensent que l'exploitation du télescope spatial James Webb, lancé en 2021, rendra possible la collecte d'informations permettant de mieux caractériser son atmosphère.

### K2-18 b, mini-Neptune tempéré
La découverte eut lieu en utilisant la méthode des vitesses radiales, en exploitant le spectrographe HARPS de l'observatoire de La Silla au Chili en 2015.
Le 11 septembre 2019, il est révélé que de l'eau a été détectée sous forme de vapeur dans l'atmosphère de la planète, grâce aux données acquises par le télescope spatial Hubble. Ces données indiquent une atmosphère probablement riche en hydrogène et en hélium contenant des nuages d'eau ainsi qu'une possibilité de précipitations semblables à celles de la Terre. Il s’agit ainsi de la première exoplanète située dans la zone habitable de son étoile où l'on a détecté la signature moléculaire de l'eau. Des algorithmes ont été développés en 2016-2017 pour Hubble afin qu'il puisse analyser la lumière filtrée émise par l'atmosphère de la planète. Cette découverte n'implique pas que de l'eau à l'état liquide soit également présente sur la surface de la planète, bien que cela reste possible,.

### K2-18 c, super-Terre chaude
En 2017, l'astronome canadien Ryan Cloutier et ses collaborateurs annoncent la découverte d'une seconde planète à une distance plus rapprochée de l'étoile que ne l'est sa compagne. L'existence de la planète est confirmée en octobre 2018 par la même équipe.

## Vue d'ensemble du système
| Planète | Masse   | Demi-grand axe (ua) | Période orbitale (jours) | Excentricité | Inclinaison | Rayon   |
| ------- | ------- | ------------------- | ------------------------ | ------------ | ----------- | ------- |
| c       | 8,63 M🜨 | 0,06                | 8,96                     | 0,47         |             |         |
| b       | 7,95 M🜨 | 0,143               | 32,94                    | 0,43         |             | 2,24 R🜨 |